# 조던 브리지스
조던 브리지스(Jordan Bridges, 1973년 11월 13일 ~ )는 미국의 배우이다.

## 출연 작품
- 크리미널 스쿼드 (2018)
- 러쉬라이트 (2013)
- 파이브 아워즈 사우스 (2012)
- 홀리데이 인게이지먼트 (2011)
- 제이. 에드가 (2011)
- 어시스팅 비너스 (2010)
- 러브 파인즈 어 홈 (2009)
- 죽여주는 장례식 (2009)
- 턴 더 리버 (2007)
- 패밀리 플랜 (2005)
- 사만다: 아메리칸 걸 홀리데이 (2004)
- 모나리자 스마일 (2003)
- 해피 캠퍼스 (2001)
- 프리퀀시 (2000)
- 바넘 (1999)
- 테크노 스와핑 (1999)
- 디펜더스 3 (1998)
- 세컨드 시빌 워 (1997)
- 기억의 저편 (1996)
- 아버지의 비밀 (1994)
- 추수감사절의 약속 (1986)

### 텔레비전
- 도슨의 청춘일기 (2001-02)
- Conviction (2006)
- 리졸리 앤 아일스 (2010-16)